# Jan Hoynck van Papendrecht

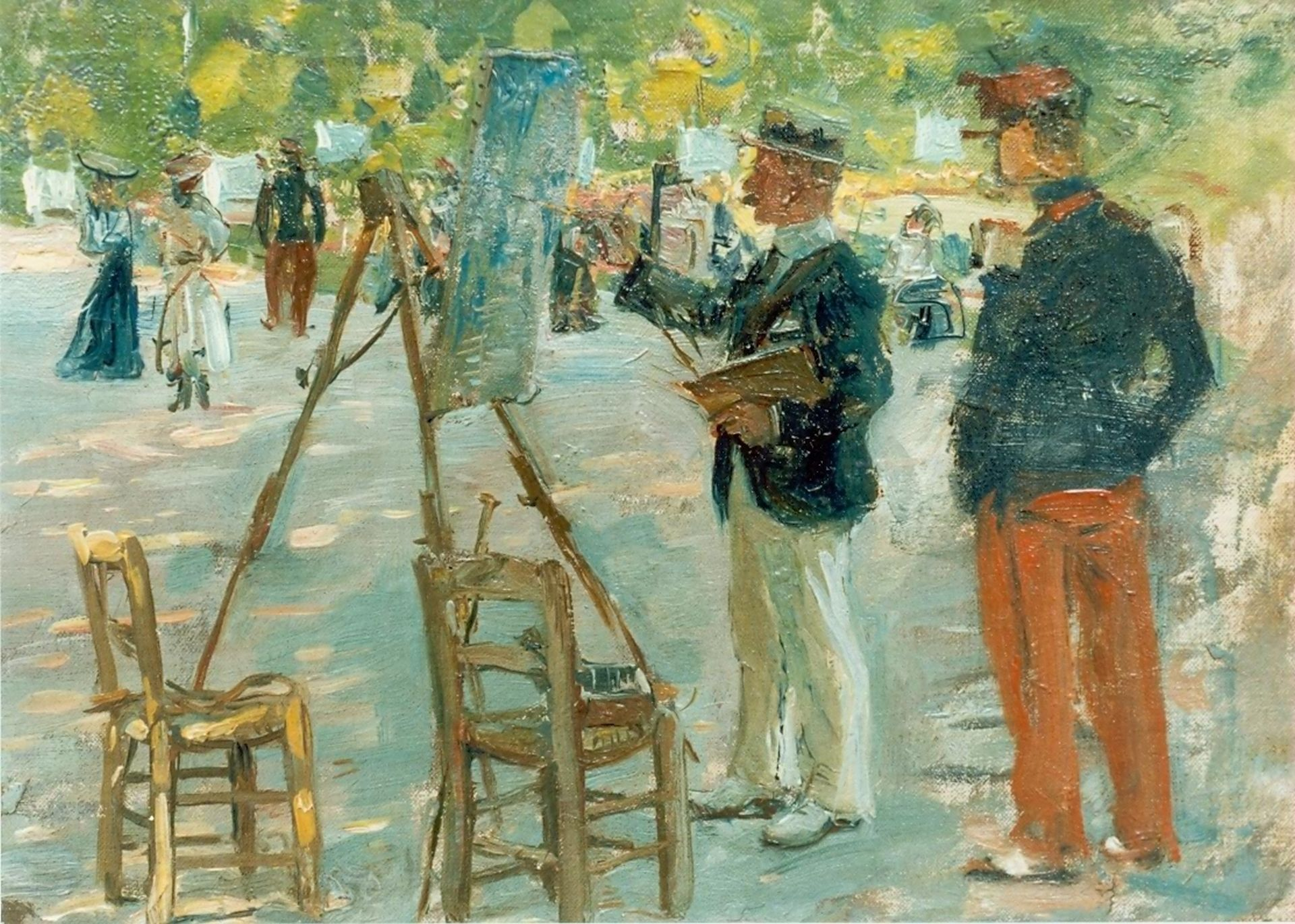
Der Maler im Freilicht

Jan Hoynck van Papendrecht (* 18. September 1858 in Amsterdam; † 11. Dezember 1933 in Den Haag) war ein niederländischer Militärmaler, Aquarellist und Zeichner.
Hoynck van Papendrecht studierte von 1878 bis 1880 an der Koninklijke Academie voor Schone Kunsten in Antwerpen und ab dem 20. April 1880 an der Königlich Bayerischen Akademie der Künste München. 
Er lebte und arbeitete in Rotterdam, vorübergehend in Antwerpen von 1878 bis 1880 und München ab 1880, Amsterdam von 1888 bis 1891, Nieuwer-Amstel bis 1893, Rheden in der Provinz Gelderland bis 1901, dann in Den Haag.
Hoynck van Papendrecht malte, aquarellierte und zeichnete Landschaften mit Figuren, meist aber militärische Motive. Er begann 1885 zu illustrieren, unter anderem für die Zeitschrift „Eigen Haard“ und das „Gedenkbuch zum hundertjährigen Bestehen der Reitartillerie“. Er war Mitglied von „Arti et Amicitiae“ in Amsterdam und „Pulchri Studio“ in Den Haag.
Er zeigte seine Werke ab 1882 auf den Ausstellungen in Amsterdam, Arnheim, Rotterdam und Den Haag. 